# 舎人 (足立区)
舎人（とねり）は、東京都足立区の地名。現行行政地名は舎人一丁目から舎人六丁目。住居表示実施済区域。

## 地理
東京都足立区の北西部に位置し、同区の最北端であり、なおかつ東京23区の最北端でもある。地区の北と東を、概ね毛長川を境として埼玉県と接し、また、南を古千谷本町、西を入谷と接する。その土地は北部を流れる毛長川の土砂堆積によって形成された自然堤防から成り、区内でも比較的安定した地域である。また先述の河川堆積物のために、平均海抜1-2メートル（南部はゼロメートル）の足立区内において舎人地域は4-5メートル程の標高がある。なお、舎人一丁目にある足立区立舎人小学校敷地の海抜5.5メートルが舎人の最高点である（足立区内の最高地点は舎人公園朝日の広場（足立区のホームページ）で、海抜はおよそ13メートル）。
舎人は、北で埼玉県草加市遊馬町・川口市東本郷、東で川口市本蓮・足立区入谷、南で足立区入谷、西は草加市新里町・足立区古千谷本町と隣接する。

### 地価
住宅地の地価は、2025年（令和7年）1月1日の公示地価によれば、舎人3-6-18の地点で29万5000円/m2、舎人5-27-1の地点で32万5000円/m2となっている。

## 歴史
江戸城は太田道灌によって築城され、千代田の城と呼ばれた。後北条（小田原）64城の一つとして城郭3城から構成（千代田・舎人・西葛西）。それぞれの城郭には城主がおり、全体を統制したのは後北条の重臣の遠山綱景。舎人城郭は現在の足立区舎人公園にあり、城主は舎人源太左衛門経忠。当時、関東管領をめぐって上杉との謀略戦争が多発。江戸城内で、国府台（千葉県市川市）で第2次戦争で遠山綱景、舎人経忠は戦死した。里見八犬伝の元ネタともいわれる。秀吉は小田原攻めで勝利し、家康に関東を与えた。家康は後北条とは縁戚関係にもあり、小田原家臣を召し江戸城・名古屋城・駿府城を整備した。
もともとこの地は舎人町と呼ばれており、現在の入谷・古千谷や鳩ヶ谷などを範囲に含む舎人領と呼ばれていた地域の中心地であった。かつては他の地区と同じように舎人村と呼ばれていたのが、元禄頃には舎人町と呼ばれるようになったことが確認されている。
舎人町は隣接する入谷村・古千谷村内に多数の飛地を有していた。1871年12月25日（明治4年11月14日）に入谷村・古千谷村は現在の足立区を構成する他の地区と同様に東京府に編入されたが、舎人町だけは埼玉県に編入された。これにより水利権などに混乱が生じて舎人・入谷・古千谷の住民間で舎人町の東京府編入運動が起き、1875年11月15日に舎人町は東京府に属することになった。これらの飛地は土地区画整理事業の完了に伴う地名の再編や住居表示などにより整理されつつある。
- 1871年12月25日 - 舎人町が埼玉県に編入される。
- 1875年11月15日 - 舎人町が東京府に編入される。
- 1889年5月1日 - 舎人町が周辺の村と合併し、舎人村が新たに誕生する。それまでの舎人町は舎人村大字舎人となる。
- 1932年10月1日 - 南足立郡が東京市足立区となる。大字舎人は舎人町となる。
- 1964年4月1日 - 舎人土地区画整理事業の完了に伴い、舎人町・入谷町の一部が舎人一～五丁目に再編される。
- 1971年5月1日 - 舎人町の一部に住居表示が実施され、皿沼三丁目に編入される。
- 1985年2月1日 - 舎人町・入谷町の一部に住居表示が実施され、舎人六丁目が設置される。また同日、舎人町の一部に住居表示が実施され、入谷三・四・六・七・八・九丁目に編入される。
- 1989年5月15日 - 舎人町の一部に住居表示が実施され、入谷五丁目に編入される。
- 1993年8月1日 - 舎人一・四・五丁目に住居表示が実施されると同時に、入谷一・二丁目、古千谷四丁目との町界が一部変更される。
- 1995年7月24日 - 舎人二・三丁目に住居表示が実施されると同時に、古千谷本町一～三丁目との町界が一部変更される。また同日、舎人町の一部地域に住居表示が実施され、舎人三・四丁目に編入される。
- 1997年3月1日 - 舎人町の一部に住居表示が実施され、舎人公園に編入される。舎人町の一部が舎人公園内に残存している。住民はいない。入谷町、古千谷1,2丁目、西伊興町とともに、舎人公園の町名に変更になる予定(足立区役所による)。

### 地名の由来
「舎人（とねり）」という独特の地名について、その由来は諸説あり定かでない。ここで詳細は資料不足のため明記できないが、主な「舎人」名由来説を紹介する。
1. 土豪舎人氏由来説
2. 舎人親王由来説
3. 地形名称由来説
4. アイヌ語由来説
5. 古代出雲豪族由来説
6. 聖徳太子由来説

## 世帯数と人口
2025年（令和7年）1月1日現在（足立区発表）の世帯数と人口は以下の通りである。
| 丁目       | 世帯数    | 人口     |
| ---------- | --------- | -------- |
| 舎人一丁目 | 1,195世帯 | 2,070人  |
| 舎人二丁目 | 1,382世帯 | 2,859人  |
| 舎人三丁目 | 1,409世帯 | 2,889人  |
| 舎人四丁目 | 768世帯   | 1,499人  |
| 舎人五丁目 | 2,192世帯 | 4,276人  |
| 舎人六丁目 | 1,066世帯 | 1,982人  |
| 計         | 8,012世帯 | 15,575人 |

### 人口の変遷
国勢調査による人口の推移。
| 年                 | 人口   |
| ------------------ | ------ |
| 1995年（平成7年）  | 12,853 |
| 2000年（平成12年） | 12,438 |
| 2005年（平成17年） | 12,961 |
| 2010年（平成22年） | 14,610 |
| 2015年（平成27年） | 14,747 |
| 2020年（令和2年）  | 15,642 |

### 世帯数の変遷
国勢調査による世帯数の推移。
| 年                 | 世帯数 |
| ------------------ | ------ |
| 1995年（平成7年）  | 4,232  |
| 2000年（平成12年） | 4,363  |
| 2005年（平成17年） | 4,704  |
| 2010年（平成22年） | 6,026  |
| 2015年（平成27年） | 6,296  |
| 2020年（令和2年）  | 7,264  |

## 学区
区立小・中学校に通う場合、学区は以下の通りとなる（2023年4月時点）。なお、足立区では学校選択制度を導入しており、区内全域から選択することが可能。ただし、小学校に関しては、2018年（平成30年）度から学区域または学区域に隣接する学校のみの選択になる。
| 丁目       | 番地           | 小学校                 | 中学校               |
| ---------- | -------------- | ---------------------- | -------------------- |
| 舎人一丁目 | 全域           | 足立区立舎人小学校     | 足立区立入谷南中学校 |
| 舎人二丁目 | 1〜10番        | 足立区立舎人小学校     | 足立区立入谷南中学校 |
| 舎人二丁目 | 11番以降       | 足立区立舎人第一小学校 | 足立区立入谷南中学校 |
| 舎人三丁目 | 4番以降        | 足立区立舎人第一小学校 | 足立区立入谷南中学校 |
| 舎人三丁目 | 1〜3番         | 足立区立舎人小学校     | 足立区立入谷南中学校 |
| 舎人四丁目 | 全域           | 足立区立舎人第一小学校 | 足立区立入谷南中学校 |
| 舎人五丁目 | 13番以降       | 足立区立舎人第一小学校 | 足立区立入谷南中学校 |
| 舎人五丁目 | 1〜12番        | 足立区立舎人小学校     | 足立区立入谷南中学校 |
| 舎人六丁目 | 4〜8番         | 足立区立舎人第一小学校 | 足立区立入谷南中学校 |
| 舎人六丁目 | 1〜3番 9番以降 | 足立区立足立入谷小学校 | 足立区立入谷中学校   |

## 事業所
2021年（令和3年）現在の経済センサス調査による事業所数と従業員数は以下の通りである。
| 丁目       | 事業所数  | 従業員数 |
| ---------- | --------- | -------- |
| 舎人一丁目 | 91事業所  | 969人    |
| 舎人二丁目 | 79事業所  | 483人    |
| 舎人三丁目 | 57事業所  | 255人    |
| 舎人四丁目 | 22事業所  | 171人    |
| 舎人五丁目 | 113事業所 | 783人    |
| 舎人六丁目 | 39事業所  | 312人    |
| 計         | 401事業所 | 2,973人  |

### 事業者数の変遷
経済センサスによる事業所数の推移。
| 年                 | 事業者数 |
| ------------------ | -------- |
| 2016年（平成28年） | 387      |
| 2021年（令和3年）  | 401      |

### 従業員数の変遷
経済センサスによる従業員数の推移。
| 年                 | 従業員数 |
| ------------------ | -------- |
| 2016年（平成28年） | 2,297    |
| 2021年（令和3年）  | 2,973    |

## 交通
新交通システム
- 東京都交通局 日暮里・舎人ライナー■舎人駅 / 見沼代親水公園駅

道路
- 東京都道58号台東川口線（尾久橋通り）
- 東京都道104号川口草加線

橋梁
- 新砂小路橋
- 砂小橋
- 舎人二ツ橋

## 施設
行政
- 舎人区民事務所
- 入谷住区センター

保育・教育
- 足立区立舎人小学校
- 足立区立舎人第一小学校
- 足立区立いりや第一保育園
- 足立区立いりや第二保育園
- 聖保育園

文化
- 足立区立舎人図書館

公園・児童遊園
- 見沼代親水公園
- 舎人いきいき公園
- 舎人緑道公園
- 舎人町公園
- 舎人四丁目公園
- 舎人児童遊園
- 舎人第一児童遊園
- 舎人一丁目児童遊園
- 舎人第二児童遊園

企業・団体
- 境川部屋

## その他

### 日本郵便
- 郵便番号 : 121-0831[3]（集配局 : 足立北郵便局[17]）。